# Philip Gossett
Philip Gossett (New York, 27 settembre 1941 – Chicago, 13 giugno 2017) è stato un musicologo, storico e saggista statunitense.

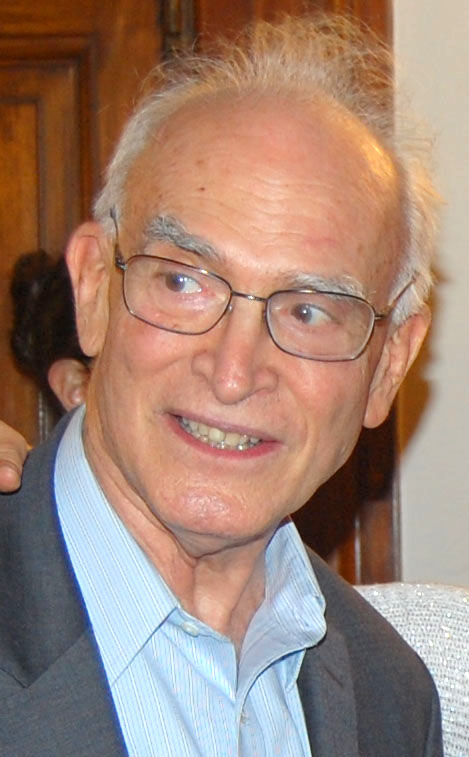
Foto di Philip Gossett scattata nel 2013 nella Sala dei Medaglioni, Conservatorio S. Cecilia, Roma.

Docente dal 1968 alla University of Chicago, fu presidente dell'American Musicological Society and of the Society for Textual Scholarship. In Italia ha collaborato fino al 2006 con la Fondazione Rossini di Pesaro e con il Rossini Opera Festival; ha insegnato Filologia musicale presso il corso di Musicologia dell'Università "La Sapienza" di Roma.
È considerato, in particolare, uno dei più autorevoli studiosi delle opere di Gioachino Rossini (di cui è stato curatore, per la Fondazione Rossini, dell'edizione filologica dell'opera omnia), Vincenzo Bellini, Gaetano Donizetti e Giuseppe Verdi.

## Biografia
A sua volta musicista, Gossett ha iniziato a studiare e a suonare il pianoforte all'età di cinque anni proseguendo poi a New York gli studi in teoria musicale e armonia con Dora Bornstein e Frances Goldstein alla Julliard Prep (oggi Pre-College Division). Al termine delle lezioni in classe seguiva poi le rappresentazioni al Metropolitan Opera.
Solo dopo il diploma alla high school decise che si sarebbe occupato di musica professionalmente. Lasciata la località di Amherst in cui viveva, si iscrisse alla Columbia University frequentandola però per un solo anno. Tornato ad  Amherst, completò il bachelor's degree prima di iscriversi alla Princeton University per diplomarsi in musicologia (tenne il dottorato con una dissertazione sulla musica di Rossini, Bellini, Donizetti e Verdi).
Si trasferì quindi a Parigi per approfondire lo studio delle opere di Rossini.
Da allora, Gossett si è occupato quasi esclusivamente di melodrammi del repertorio italiano. Lavorando sulle fonti originali messe a disposizione da Casa Ricordi, ha collaborato ad allestimenti e messe in scena e operato al fianco dei massimi direttori d'orchestra contemporanei, come Riccardo Muti, James Levine, Riccardo Chailly, James Conlon e Roger Norrington, cui ha fornito il proprio contributo suggerendo - senza perdere di vista quello che avrebbe potuto essere il parere dell'autore e degli appassionati del tempo - gli opportuni tagli in chiave di realizzazione di numerose opere rossiniane, inclusa la storica versione della Petite Messe Solennelle.
Per ricostruire il filo-logico e depurare da errori di cui erano infarcite (nelle parole dello stesso Verdi) opere come il Macbeth o il rossiniano  Viaggio a Reims, i cui manoscritti originali non erano reperibili a Milano, ma sparsi in diverse città del mondo ha viaggiato in anni di attività fra Parigi, Napoli, Washington, Roma, Vienna e New York.

## Attività di musicologo
Gossett ha pubblicato - oltre ad una trentina di volumi su Rossini e alla revisione critica di undici opere complete di Verdi - due libri sulla musica di Donizetti e, nel 2006, per la University of Chicago Press, il volume Divas and Scholars: Performing Italian Opera. È stato general editor dei volumi The Works of Giuseppe Verdi e The Critical Edition of the Works of Gioachino Rossini, pubblicati fra il 1970 ed il 1971 dall'Università di Chicago.
Fra le opere rossiniane di cui ha curato l'edizione critica figurano Tancredi, Ermione e Semiramide.  Nel repertorio verdiano si è invece occupato dell'edizione critica de Un ballo in maschera (di cui ha ricostruito la versione destinata al San Carlo di Napoli, scritta nel 1858 e mai rappresentata per motivi politici) e de La forza del destino, la cui trascrizione ha richiesto l'elaborazione di duecento pagine di musica verdiana rimaste a mani degli eredi del compositore e mai prima pubblicate..
Fra i riconoscimenti che sono stati attribuiti a Gossett per la sua attività di musicologo figura il Mellon Distinguished Achievement Award. Secondo Newsday è condivisibile l'osservazione che l'opera lirica italiana deve molto del suo successo a cantanti come Maria Callas e a direttori d'orchestra e compositori come Arturo Toscanini o Giuseppe Verdi, ma uguale debito ha anche nei confronti di  musicologi come Gossett che ne hanno esaltato, al pari di quei talenti, il valore assoluto.

## Edizioni critiche
- Gioachino Rossini, L'occasione fa il ladro (con Giovanni Carli Ballola e Patricia B. Brauner)
- Gioachino Rossini, Tancredi
- Gioachino Rossini, La gazzetta (con Fabrizio Scipioni)
- Gioachino Rossini, Ermione (con Patricia B. Brauner)
- Gioachino Rossini, Semiramide (con Alberto Zedda)
- Giuseppe Verdi, Gustavo III, prima versione di Un ballo in maschera (con Ilaria Narici)

## Scritti
- Dive e maestri. L'opera italiana messa in scena, Il Saggiatore, Milano, 2009 (ed. orig. Divas and Scholars, The University of Chicago Press, 2006), ISBN 8842814636 - ISBN 9788865760284 (eBook)